# China Dragon Racing
China Dragon Racing – chiński zespół wyścigowy startujący głównie w wyścigach samochodów turystycznych. W sezonach 2009 oraz 2012-2013 ekipa znajdowała się na liście startowej World Touring Car Championship.